# Cainta
Cainta – miasto w Filipinach w regionie CALABARZON, na wyspie Luzon.
W 2010 roku liczyło 311 845 mieszkańców.